# Museu Nacional de História Natural (França)
O Museu Nacional de História Natural (França) (em francês Muséum national d'histoire naturelle) é uma instituição de investigação científica francesa, sob a tutela administrativa de dois ministérios: "Ministério da Educação Nacional, do Ensino Superior e da Pesquisa" e "Ministério da Ecologia e do Desenvolvimento Sustentável". Seus principais objetivos são a conservação de coleções científicas, a pesquisa e a formação de pesquisadores, e na difusão da cultura científica nas especialidades próprias da instituição. Estas especialidades referem-se às disciplinas próprias da história natural, em especial ao estudo do mundo animal (zoologia e disciplinas derivadas), à do mundo vegetal (botânica e disciplinas derivadas) e à da Terra e do mundo mineral (geomorfologia, ecologia, mineralogia, petrologia e outras). Em história natural está incluída a história dos povos, a história do nosso planeta e a da vida. Uma das galerias mais visitadas é a da evolução.

## História

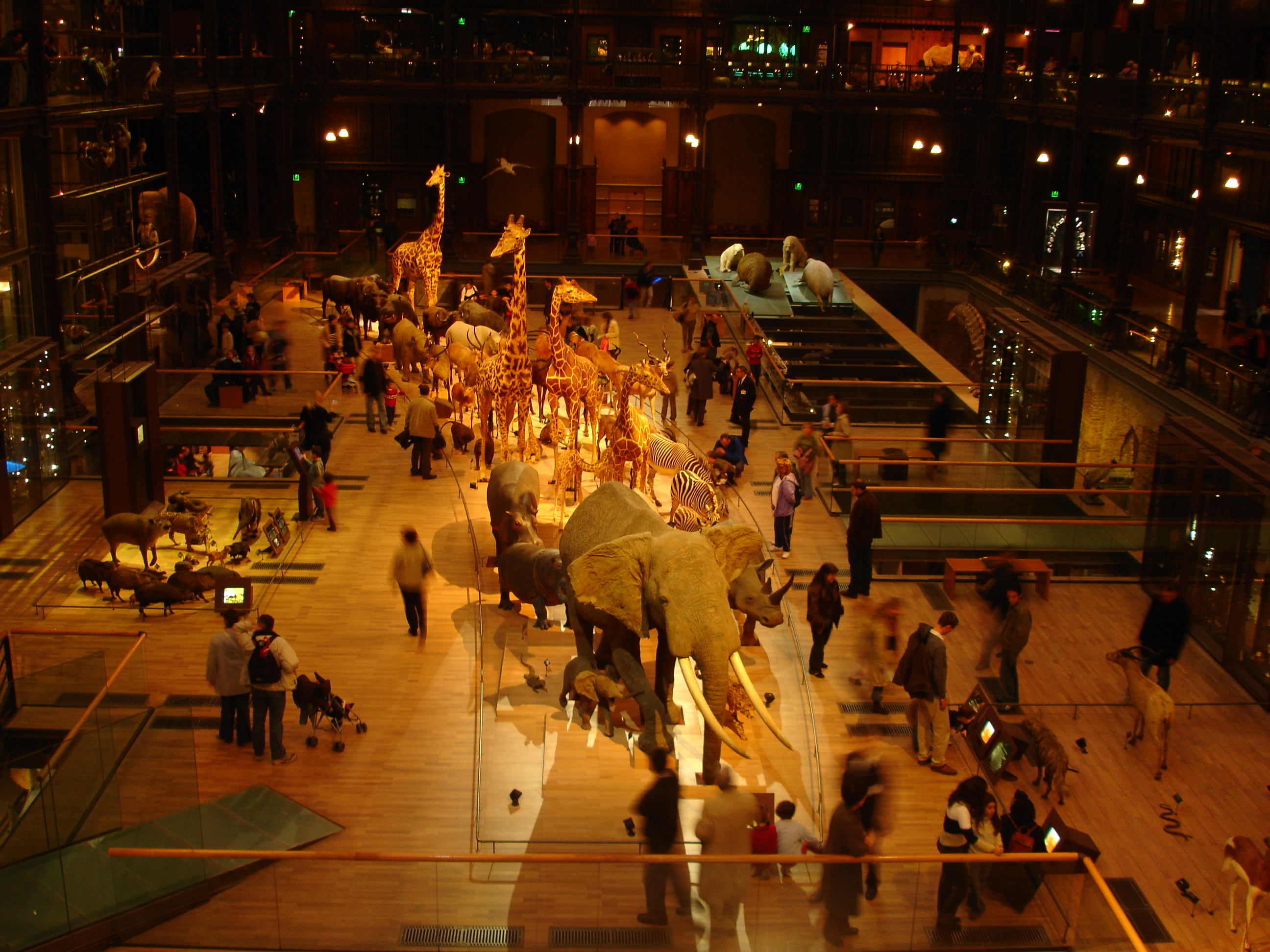
Interior da Grande Galeria da Evolução

O museu formalmente foi fundado em 10 de junho de 1793, durante a Revolução Francesa. Sua origem encontra-se no "Jardim real das plantas medicinais", criado por Luís XIII, em 1635, dirigido e administrado pelos médicos da realeza. Em 31 de março de 1718, por proclamação do jovem rei Luís XV, foi removida a sua função médica, transformando-o num jardim voltado para a história natural. O Jardim passou a ser conhecido simplesmente por Jardim do Rei.
Entre 1739 e 1788, o Jardim foi dirigido por Georges-Louis Leclerc, conde de Buffon, um dos principais naturalistas do iluminismo, trazendo fama e prestígio internacional à instituição. Transformado em "Museu Nacional de História Natural" em 1793, abriu em 1794, tendo como um dos seus professores fundadores, o eminente Jean-Baptiste de Lamarck. O Museu continuou a florescer no século seguinte, principalmente sob a direção de naturalistas, como Georges Cuvier e o químico Michel Eugène Chevreul, rivalizando com a Universidade de Paris em relação à pesquisa científica. Henri Becquerel, professor de física aplicada do Museu, entre 1892 e 1908, descobriu as propriedades da radiação do urânio. Quatro gerações de Becquerel passaram por esta instituição entre 1838 e 1948.
O decreto de 12 de dezembro de 1891 acabou com esta fase, voltando a dar ênfase à história natural. Após ter recebido autonomia financeira, em 1907, iniciou uma nova fase de crescimento, abrindo instalações através da França durante o período de entre-guerras. Nas décadas recentes, concentrou seus esforços na pesquisa e educação sobre os efeitos da exploração humana no ambiente.

## Objetivos e organização
O museu tem como objetivo principal desenvolver pesquisas puras e aplicadas, e a difusão pública do conhecimento. Está organizado em sete departamentos de pesquisa e três departamentos de divulgação. Os de pesquisa são: Classificação e Evolução; Regulamento; Desenvolvimento; Diversidade Molecular, Ambientes e Populações Aquáticas; Gerência de Ecologia e Biodiversidade; História da Terra; Homens, Natureza e Sociedades; e Pré-história. Os três de divulgação são: Galerias do Jardim das Plantas; Jardins Botânicos e Parques Zoológicos; e o Museu do Homem.

## Sede e filiais

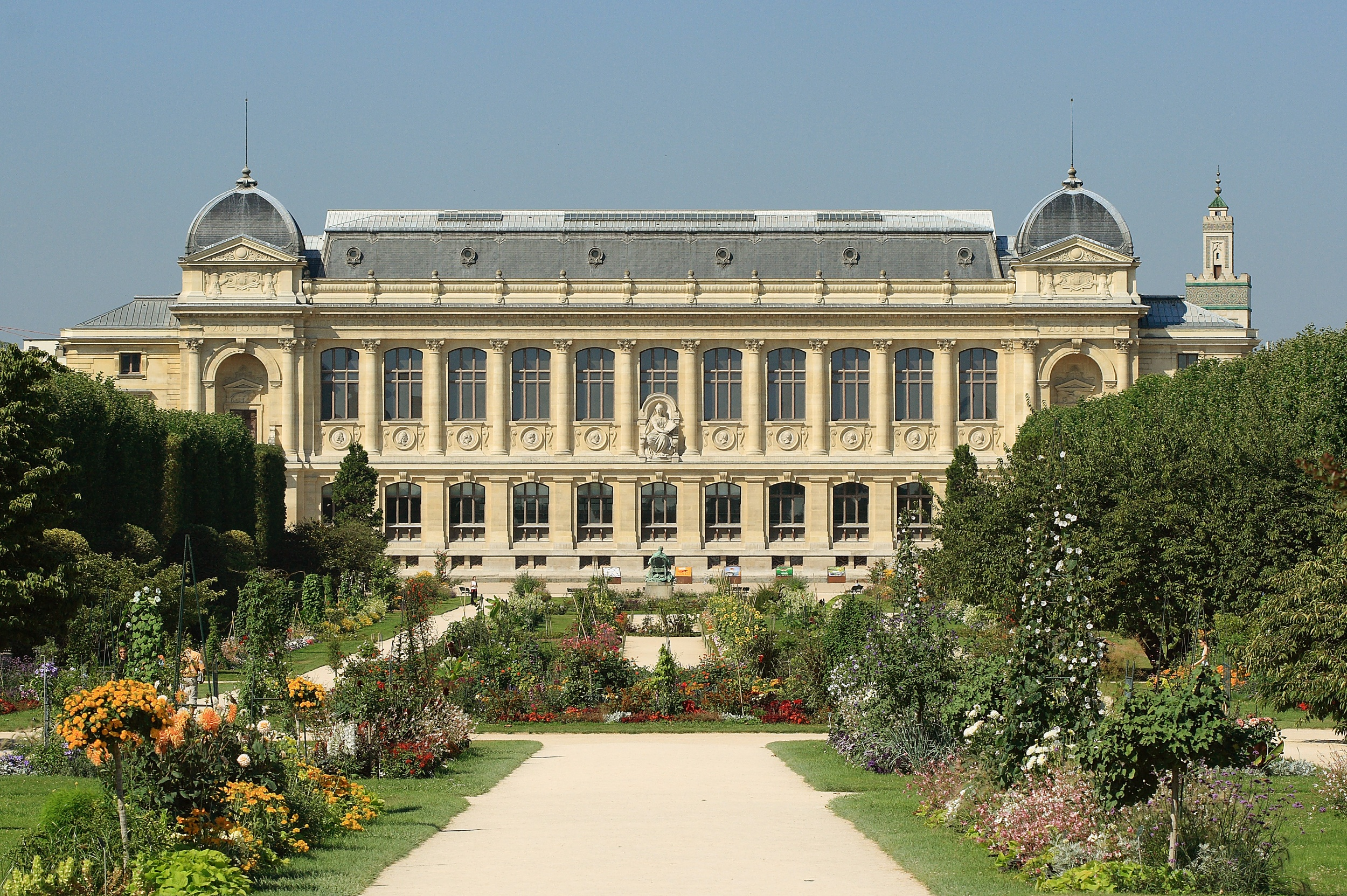
Museu Nacional de História Natural de Paris. Vista do jardim de plantas e da Galeria da Evolução.

O museu está localizado em vários locais da França, incluindo a sede original no Jardim das Plantas, no 5.º arrondissement, (metrô, Place Monge), em Paris. As galerias da sede incluem a Galeria de Mineralogia e Geologia, a Galeria de Anatomia Comparada e Paleontologia, a famosa Grande Galeria de Evolução, e o Menagerie.
O Museu do Homem também está localizado em Paris, no 16.º arrondissement (metrô, Trocadéro). Abriga exposições de etnografia e antropologia física, incluindo artefatos arqueológicos, fósseis e outros objetos.
Dois jardins zoológicos, o Parque zoológico de Paris (também conhecido como Zoológico de Vincennes), em Bois de Vincennes, no 12.º arrondissement, e o Parque zoológico de Clères (Seine-Maritime), também são do museu.

## Instituições do Museu
Atualmente, o Museu é composto pelas seguintes instituições:
- Jardim das Plantas, em Paris
- Parque Zoológico de Vincennes em Paris
- Museu do Homem, em Paris
- Grande Galeria da Evolução, em Paris
- Galeria de Mineralogia e Geologia, em Paris
- Galeria de Paleontologia e Anatomia Comparada, em Paris
- A Menagerie do Jardim das Plantas, em Paris
- Arboretum de Chèvreloup, em Rocquencourt
- Parque Zoológico de Clères
- Museu do Mar (fechado) – Estação marítima de Dinard
- Estação de Biologia Marinha de Concarneau em Concarneau
- Parque Zoológico de Haute-Touche, em Obterre
- Museu de Pataud, em Eyzies-de-Tayac-Sireuil
- Jardim Botânico Alpino La Jaÿsinia em Samoëns
- Jardim Botânico Exótico de Val Rameh, em Menton
- Laboratório de Ecologia Geral, em Brunoy

## Bibliotecas
O Museu nacional de história natural é composta por uma biblioteca central, 27 bibliotecas de laboratórios e outras presentes em vários locais do museu.
O "Gabinete do Rei", na época da Revolução, já apresentava dezenas de obras. No entanto, o decreto de 10 de junho de 1793 criou as condições para o aumento do seu acervo. Com a existência oficial, a biblioteca passa a ocupar o primeiro piso do museu com as coleções do rei e com as obras em duplicata da Biblioteca Real.
A biblioteca rapidamente se expande, formando uma coleção enciclopédica, principalmente, sobre as ciências, em especial às biológicas e às técnicas. Além disso, a biblioteca recebe importantes doações e heranças, como as de Georges Cuvier e de Michel-Eugène Chevreul.
Em 1823, o acervo já apresentava 15 mil volumes. Em 1833, com a construção do edifício de mineralogia e geologia por Charles Rohault de Fleury, a biblioteca passou a ocupar espaços maiores. O novo espaço foi aberto em 1837. Esta nova biblioteca serviu por mais de um século, porém, em 1950, já contava com 300 mil volumes. Como consequência, Henri Delage concebeu e iniciou a construção da sede atual, que foi inaugurada em 26 de junho de 1963, com duas salas de leitura e sete níveis de acervo.
As coleções atuais da biblioteca central possuem em torno de 200 mil volumes de livros modernos, perto de 13 mil títulos de periódicos, 105 mil impressos antigos, cerca de 8 mil manuscritos, cartas e estampas, e cerca de mil objetos de arte.
Desde 1992 a biblioteca central é depositária de um "fundo polar" constituído por Jean Malaurie. Uma mediateca, aberta ao público em geral, contém cerca de 6 mil obras, uma centena de periódicos e um arquivo de documentos.
Entre as 27 bibliotecas associadas, a biblioteca do Museu do Homem está em curso de transferência para o Museu do Cais de Branly.

## Coleções
As únicas duas instituições que possuem coleções superiores são: Museu Nacional de História Natural de Washington e o Museu de História Natural de Londres.
- Minerais: 243 000 amostras.
- Rochas: 300 000 amostras.
- Meteoritos: 2 000 amostras.
- Fósseis: 2 000 000 espécimes.
- Plantas: 8 000 000 espécimes de 450 000 tipos.
- Insetos: 150 000 000 espécimes.
- Peixes e répteis: 1 000 000 espécimes.
- Pássaros: 200 000 espécimes.
- Mamíferos: 150 000 espécimes.
- Crânios humanos: 35 000 espécimes.
- Espécimes pré-históricos: 1 000 000 espécimes.
- Objetos etnográficos: 300 000 espécimes.
- Plantas vivas: 25 000 espécimes.
- Animais vivos: 5 000 espécimes.